# Selahattin Demirtaş
Selahattin Demirtaş, född 10 april 1973 i Elâzığ i Turkiet, är en turkisk-kurdisk politiker och författare.
Sedan 22 juni 2014 är han partiledare för Folkens demokratiska parti (HDP), tillsammans med Figen Yüksekdağ.
Demirtaş är född 1973 i en zazaiskspråkig familj i Elâzığ. Han studerade maritim handel och management vid Dokuz Eylül-universitet och juridik vid Ankara universitet.
Demirtaş politiska karriär inleddes 2007 när han gick med i Demokratiska samhällspartiet (DTP) och blev invald i det turkiska parlamentet som oberoende kandidat. När partiet DTP förbjöds och upplöstes av Turkiets författningsdomstol december 2009, gick dess parlamentariker över till Freds- och demokratipartiet (BDP). 2010 valdes Demirtaş som partiledare för BDP, tillsammans med Gültan Kışanak och 2014 blev han vald till partiledare samt presidentkandidat för HDP.
I det turkiska presidentvalet 2014 fick Demirtaş 9.6% av rösterna.
I november 2016 greps Demirtaş av polis tillsammans med ett antal parlamentsledamöter från HDP, inklusive Figen Yüksekdağ. Sedan dess sitter Demirtaş fängslad. Under fängelsetiden har han skrivit en rad böcker.